# Del (prénom)
Pour les articles homonymes, voir Del.
Cette page présente le prénom Del ainsi que ses variantes.
Del est un prénom en France et dans les pays anglo-saxons.

## En France
Le prénom Del a été popularisé par le saint lorrain Saint Del ou Del de Lure (VIIe siècle), également appelé Desle et Deicolus en latin.
Il s'est répandu en Lorraine et en particulier dans les Hautes-Vosges au XVIe siècle. On trouve dans les archives des vallées vosgiennes de la fin du Moyen Âge les variantes masculines Delle, Delon, Délon, Délot, Deslot et Deslon, ainsi que les variantes féminines Delle, Delon, Délon, Deslon, Delotte et Délotte, — Delle, Delon, Délon et Deslon étant des prénoms épicènes —. Cependant, Del et ses variantes, prénoms du Moyen Âge très rares, ont aujourd'hui quasiment disparu en France depuis 1937.

## Dans les pays anglo-saxons
Dans la culture anglo-saxonne, Del est prénom épicène, et dans la majorité des cas, masculin. Il est, selon les cas, un hypocoristique de :
- prénoms masculins
  - Delano, Delbert, Dellos, Delmar, Delmas, Delmer, Delroy, Delvon, Derek (lui-même hypocoristique de Frederik), Odell, Udell
- prénoms féminins
  - Adelphia, Ardella, Delbridge, Delilah

## Personnalités
- Del Andrews (1894-1942, scénariste et réalisateur américain ;
- Del Close (en) (1934-1999), acteur, écrivain et professeur d'art dramatique américain ;
- Del Connell (1918-2011), auteur américain de bande dessinée et de storyboard ;
- Del Harris (1969-), joueur de squash anglais ;
- Del Harris (1937-), entraîneur américain de basketball ;
- Del Lord (1894-1970), réalisateur, producteur, scénariste et acteur canadien ;
- Del Monroe (1936-2009), acteur américain ;
- Del Na'od (IXe ou Xe siècle), dernier négus du Royaume d'Aksoum ;
- Del Palmer (1952-2024), bassiste britannique et ingénieur du son britannique ;
- Del Reeves (1932-2007), chanteur américain de musique country ;
- Del Shannon (1934-1990), chanteur américain de rock 'n' roll ;
- Del Tenney (1930-2013), réalisateur, producteur et acteur américain.

## Pseudonyme
- Del tha Funkee Homosapien (Del étant un hypocoristique de Delvon), rappeur et producteur américain.